# Georg Lehn
Georg Lehn (né le 7 février 1915 à Darmstadt, mort le 20 mars 1996 à Munich) est un acteur allemand.

## Biographie
Il entre en 1934 pour des cours de comédie dans l'Akademie für Tonkunst à Darmstadt. En 1935, il passe son examen final devant la Chambre du théâtre du Reich à Berlin puis fait un an de Reichsarbeitsdienst et un an de volontariat à Darmstadt.
En 1939, il obtient un engagement au Niedersächsische Landesbühne de Hanovre. Il joue de 1940 à 1942 au théâtre de Schneidemühl puis de 1942 à 1944 au théâtre de Bromberg.
De 1945 à 1947, il joue au Heidelberger Kammerspiele, de 1947 à 1948 au Jungen Theater de Munich. En 1950, il travaille au théâtre de Baden-Baden, de 1951 à 1953 au théâtre municipal d'Essen et de 1953 à 1956 au Bayerisches Staatsschauspiel à Munich. Après cela, il est indépendant et se produit notamment au Festival de Salzbourg et fait de nombreuses tournées.
Au cinéma, Lehn commence avec quelques minuscules apparitions. Même plus tard, ses rôles sont pour la plupart modestes, il acquiert une plus grande notoriété à la télévision, pour la plupart de personnes simples, mais également de personnages louches et de vieillards.

## Filmographie
- 1949 : La Chair
- 1950 : Vom Teufel gejagt
- 1950 : Der fallende Stern
- 1954 : Unsere kleine Stadt (TV)
- 1955 : Der doppelte Ehemann
- 1955 : Madame Aurélie (TV)
- 1957 : Das große ABC (TV)
- 1957 : Pour l'amour d'une reine
- 1957 : Rübezahl – Herr der Berge
- 1957 : La Nuit quand le diable venait
- 1958 : L'Ange de Sibérie
- 1958 : Rien que la vérité
- 1958 : Madeleine et le légionnaire
- 1958 : L'Auberge du Spessart
- 1958 : Résurrection
- 1959 : Ein Mann geht durch die Wand
- 1959 : L'Amour, c'est mon métier
- 1959 : Le Pont
- 1959 : L'Ombre de l'étoile rouge
- 1960 : Bataillon 999
- 1960 : Am grünen Strand der Spree (TV)
- 1960 : Instinkt ist alles (TV)
- 1960 : Es geschah an der Grenze (série télévisée)
- 1960 : Gustav Adolfs Page
- 1960 : La Jeune pécheresse
- 1960 : Division Brandenburg
- 1961 : Die Journalisten (TV)
- 1961 : Der fröhliche Weinberg (TV)
- 1961 : L'Archer vert (en)
- 1961 : Die Firma Hesselbach : Das Drecksrändchen (série télévisée)
- 1961 : Nur der Wind
- 1962 : Hauptgewinn: 6 (série télévisée)
- 1962 : Die Glocken von London (TV)
- 1962 : Das Feuerschiff
- 1963 : Durchbruch Lok 234
- 1963 : Der Belagerungszustand (TV)
- 1963 : Freundschaftsspiel (TV)
- 1963 : Das Unbrauchbare an Anna Winters (TV)
- 1964 : Die Brücke von Estaban (TV)
- 1964 : Gewagtes Spiel : Teddy und Freddy (série télévisée)
- 1965 : Don Juan oder Die Liebe zur Geometrie (TV)
- 1965 : Der Sündenbock (TV)
- 1965 : Die Geschäfte des Herrn Mercadet (TV)
- 1966 : Razzia au F.B.I.
- 1966 : Die Fliegen (TV)
- 1966 : Die Spanische Fliege (TV)
- 1966 : Judith (TV)
- 1966 : Woyzeck (TV)
- 1966 : Stahlnetz : Der fünfte Mann (de) (série télévisée)
- 1967 : Der Alte (TV)
- 1967 : Bei uns daheim (TV)
- 1968 : Der Mann, der keinen Mord beging (TV)
- 1968 : Das Schloß
- 1968 : Die Ente klingelt um halb acht
- 1970 : Der Kommissar : Tod eines Klavierspielers (série télévisée)
- 1971 : Der Vereinsmeier (série télévisée)
- 1971 : Viel Getu' um nichts (TV)
- 1971 : Der plötzliche Reichtum der armen Leute von Kombach (de) (TV)
- 1972 : Ornifle ou Le courant d'air (TV)
- 1972 : Scheidung auf musikalisch (TV)
- 1973 : Les Nouvelles Aventures de Vidocq, épisode "Vidocq et l'archange" de Marcel Bluwal
- 1973 : Paganini (TV)
- 1973 : Unser Dorf (série télévisée)
- 1974 : Ay, ay, Sheriff (TV)
- 1975 : Die schöne Marianne (série télévisée)
- 1975 : Ein Fall für Sie! – Sprechstunde nach Vereinbarung (TV)
- 1975 : Tatort : Kurzschluss (série télévisée)
- 1976 : Der Winter, der ein Sommer war (TV)
- 1977 : Pariser Geschichten (série télévisée)
- 1977 : MS Franziska (série télévisée)
- 1977 : Tod oder Freiheit
- 1978 : Lady Dracula
- 1978 : Die Straße (TV)
- 1980 : Berlin Alexanderplatz : Mein Traum vom Traum des Franz Biberkopf von Alfred Döblin - Ein Epilog (série télévisée)
- 1981 : Taunusrausch (TV)
- 1981 : Tatort : Das Zittern der Tenöre (série télévisée)
- 1982 : Vivatgasse 7 (série télévisée)
- 1982 : Le Secret de Veronika Voss
- 1982 : Un cas pour deux : L’arroseur arrosé (série télévisée)
- 1984 : Rummelplatzgeschichten (série télévisée)
- 1985 : Die Sache ist gelaufen
- 1987 : Die Wilsheimer (série télévisée)
- 1988 : Das Königsstechen (TV)
- 1988 : Un cas pour deux : L’homme sur la photo (série télévisée)
- 1989 : Tatort : Kopflos
- 1990 : Florian (série télévisée)
- 1991 : Einer für alle (TV)
- 1994 : Halali oder Der Schuß ins Brötchen